# Discrete stochastische variabele
Een discrete stochastische variabele is een stochastische variabele {\displaystyle X} waarvan het waardenbereik aftelbaar veel elementen bevat, eindig dan wel aftelbaar oneindig veel.
De kansverdeling van een discrete stochastische variabele is geheel bepaald door z'n kansfunctie:
{\displaystyle p_{X}(x_{i})=P(X=x_{i})}
In de intuïtieve voorstelling van een discrete stochastische variabele zijn de mogelijke waarden van elkaar gescheiden, daarmee inhoud gevend aan de term discreet. Een veelvoorkomend waardenbereik bestaat uit aantallen. Noodzakelijk voor de theorie is dit echter niet. Als extreem voorbeeld kan een stochastische variabele dienen die als waardenbereik de rationale getallen heeft. Bij een gegeven aftelling kan aan het {\displaystyle n}-de getal een kans {\displaystyle 2^{-n}} gegeven worden. De verdelingsfunctie is discontinu voor alle rationale getallen, continu voor de irrationale en nergens horizontaal. Om een dergelijk extreem geval, dat eigenlijk niet als discreet opgevat kan worden, uit te sluiten wordt wel als extra voorwaarde gesteld dat een discrete stochastische variabele in bijna elk begrensd interval slechts eindig veel waarden kan aannemen.

## Voorbeeld
Er wordt met een dartpijltje gegooid op een kaart van Europa, net zo lang totdat een van de volgende landen geraakt is: Groot-Brittannië, Frankrijk, Duitsland, Nederland, België, Luxemburg. De uitkomstenruimte {\displaystyle \Omega } is dus {Groot-Brittannië, Frankrijk, Duitsland, Nederland, België, Luxemburg}. Door vaak uitvoeren van dit kansexperiment kunnen er realistische schattingen zijn gevonden voor de kans dat een bepaald land geraakt wordt.
De landen kunnen in bovenstaande volgorde worden genummerd van 1 tot en met 6. Er wordt een stochastische variabele {\displaystyle X} gedefinieerd met waardenbereik {\displaystyle \{1,2,3,4,5,6\}} en als kansfunctie {\displaystyle p_{X}(1)=P(X=1)=0{,}25}, {\displaystyle p_{X}(2)=P(X=2)=0{,}25}, {\displaystyle p_{X}(3)=0{,}3}, {\displaystyle p_{X}(4)=0{,}08}, {\displaystyle p_{X}(5)=0{,}08} en {\displaystyle p_{X}(6)=0{,}04}.
{\displaystyle X} is een discrete stochastische variabele. De kansfunctie {\displaystyle p_{X}(x)} van {\displaystyle X} heeft bovengenoemde waarden voor {\displaystyle x\in \{1,2,3,4,5,6\}}, en is nul voor alle overige {\displaystyle x}.